# Cephalops congoensis
Cephalops congoensis är en tvåvingeart som först beskrevs av Hardy 1949.  Cephalops congoensis ingår i släktet Cephalops och familjen ögonflugor.
Artens utbredningsområde är Kongo. Inga underarter finns listade i Catalogue of Life.